# Бобринёв, Александр Васильевич
Александр Васильевич Бобринёв (укр. Олександр Васильович Бобриньов; род. 18 августа 1951 года, с. Красные Липки Фроловского района Волгоградской области) — украинский политический деятель, депутат Верховной рады Украины II созыва (1994—1998).

## Биография
Родился 18 августа 1951 года в селе Красные Липки Фроловского района Волгоградской области.
Окончил Киевское высшее военно-морское политическое училище в 1976 году и Военно-политическая академия имени В. И. Ленина в 1985 году. В 1970 году окончил Камышинский техникум механизации сельского хозяйства, с 1970 года работал инженером-механиков оросительного оборудования в колхозе «Мелиоратор».
С ноября 1970 года служил на Северном флоте. Окончил Киевское высшее военно-морское политическое училище в 1976 году, после окончания училища был заместителем командира корабля по политической части, старшим инструктором политотдела Тихоокеанского флота. Окончил Военно-политическую академию имени В. И. Ленина в 1985 году, затем был заместителем командира БПК «Керчь» по политической части, заместителем начальника политотдела бригады кораблей в Николаеве, инспектором организационного отдела политического управления Черноморского флота. С 1990 по 1992 год проходил службу на Новой Земле, в 1992 году отправлен в запас.
С августа 1993 года работал в Балаклавской налоговой инспекции города Севастополя.
На парламентских выборах 1994 года был избран народным депутатом Верховной рады Украины II созыва от Змиевского избирательного округа № 43 г. Севастополя. В парламенте был членом Комитета по вопросам обороны и государственной безопасности, входил во фракцию КПУ.
Награждён медалью За боевые заслуги (1979).
Женат, супруга Татьяна Михайловна — учитель начальных классов, дочери Ирина (1974) и Ольга (1978).